# 历史学家
歷史學家，又稱歷史家、史學家、史家，是指以撰写历史著作为职业或对历史学的创立、发展与应用付出努力的知识分子。

## 概念
历史学家包括历史记录的编撰者和史料的研究者。人們研究歷史必須倚靠前人所留下的記錄。歷史學家會研究過去所發生的事件和這些事件記錄的真確性，並將他們的研究記錄下來。歷史學家的研究對象可以是某人的經歷，某城市、某地或某國家的發展。根據他們不同的研究對象，歷史可有不同的分類，例如：個人歷史，是有關某人過去發生的事做研究；地方歷史，是有關某城市或某地曾發生事件的研究；世界歷史，是有關世界各地過去事件的研究。

## 古中國歷史
在古代中国，历史学的传统主要是以历史编撰的形式创立和发展的，在西漢历史编撰者司马迁之后，唐代的刘知幾开创了另外一种门类的工作，即对历史编撰这项工作本身的研究（史学）。在宋代，开始了以往的历史记录为材料的针对“历史”的研究活动。在清代，也有史學家劉鶚研究商代甲骨文。

## 古希臘/羅馬歷史
而在古希臘/羅馬，歷史學家向來被視為文學家的一種，撰寫歷史的首務是將人物或事件寫的生動，甚至某些「修飾」是被認為理所當然的。

## 歷史分析
歷史分析的過程比較複雜，牽涉到研究、調查和分析不能同時接受的構想、事實和傳說去設一致的講法去解釋「發生什麼事」、“怎麼樣發生”和“為什麼發生”。現代的歷史分析常利用很多其他社會科學，包括經濟學、社會學、政治學、心理學、人類學、哲學和語言學。

## 外部連結
- 美國歷史協會（页面存档备份，存于） （英文）
- 澳大利亞職業歷史學家協會會議 （页面存档备份，存于） （英文）
- 美國歷史學家組織 （页面存档备份，存于） （英文）
- H-net 討論與評論 （页面存档备份，存于） （英文）
- 歷史學家與哲學家 （英文）